# SK Polaban Nymburk
SK Polaban Nymburk jest jednym z najstarszych klubów piłkarskich w Czechach. Został założony w 1900 roku jako SK Nymburk. Pierwszy mecz zagrał jesienią tego samego roku z SK Český Brod, który wygrał z wynikiem 3:0. Od 1902 roku nosił nazwę SK Polaban Nymburk. Największe sukcesy klub odnosił w latach 40, kiedy grał w I lidze czechosłowackiej w piłce nożnej podczas trwania trzech sezonów (1941/42, 1943/44 i 1945/46). Całkowity bilans klubu w I lidze wynosi 66 spotkań, 16 zwycięstw, 13 remisów, 37 przegranych i wynik 148:223. Najwięcej goli zdobył Josef Pajkrt, który w 64 spotkaniach strzelił 39 goli. Obecnie klub gra w lidze kraju środkowoczeskiego.

## Poprzednie nazwy
- SK Nymburk (1900-1901)
- SK Polaban Nymburk (1902-1948)
- Lokomotiva Nymburk (1949-1952)
- ČSD Nymburk (1952-1953)
- Lokomotiva Nymburk (1953-1991)
- Polaban Nymburk (1991-2005)
- SK POLABAN Nymburk (od 2005)

## Zespół juniorów
W sezonie 2013/14 juniorzy grali w lidze kraju środkowoczeskiego.
Piłkarze grający w zespole juniorów to: Jan Sobota, Petr Plaček, Jiří Kumstýř - Martin Labuta, Lukáš Samek, Jiří Kulhánek, Josef Brynych, Patrik Mejzr, Josef Kubálek - Jan Zubák, Tomáš Hrbáček, Petr Vlasák, Patrik Šťastný, Přemysl Moník - Michal Dudla, Jakub Hradílek, Marek Krumpholc